# Головеньки (Винницкая область)
Голове́ньки (укр. Головеньки) — село на Украине, находится в Немировском районе Винницкой области.
Код КОАТУУ — 0523082501. Население по переписи 2001 года составляет 544 человека. Почтовый индекс — 22891. Телефонный код — 4331.
Занимает площадь 5,44 км².

## Адрес местного совета
22891, Винницкая область, Немировский р-н, с. Головеньки